# Cuatro piezas para piano, op. 119 (Brahms)

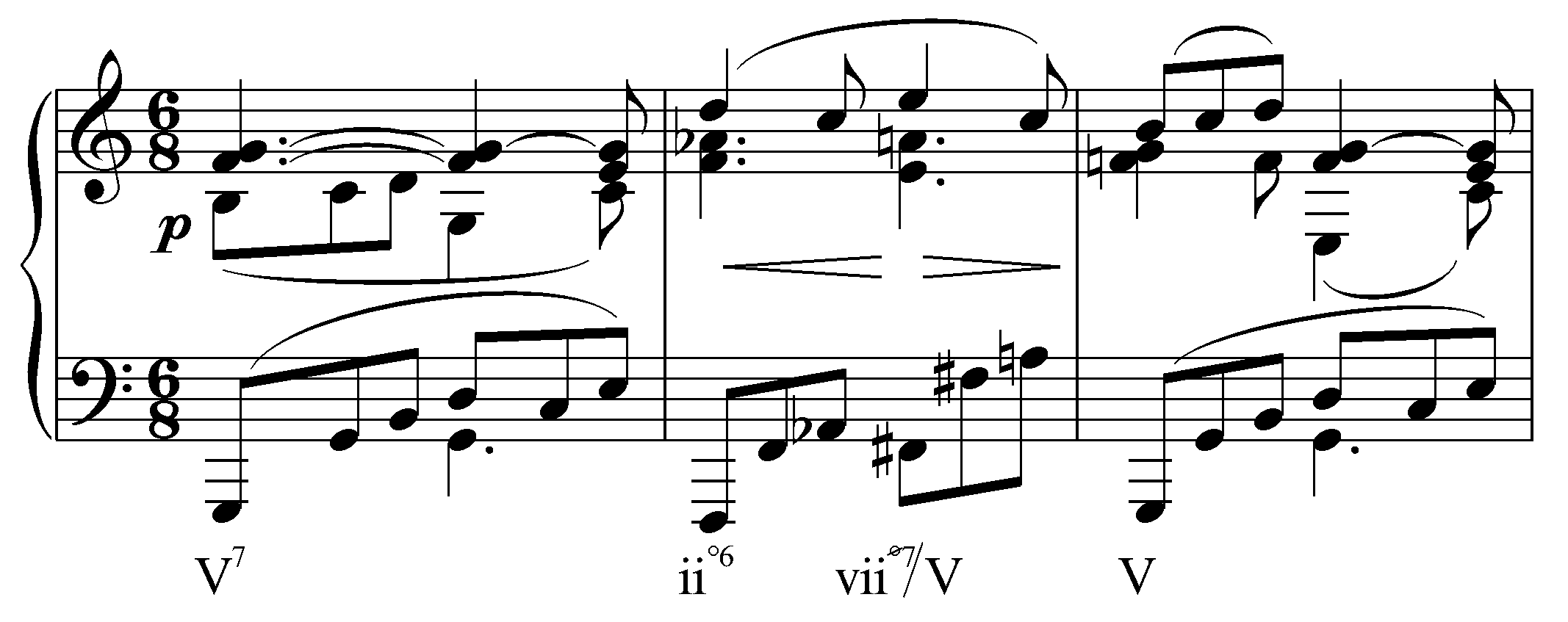
Acorde de sensible dominante secundario semidisminuido, en el Intermezzo.

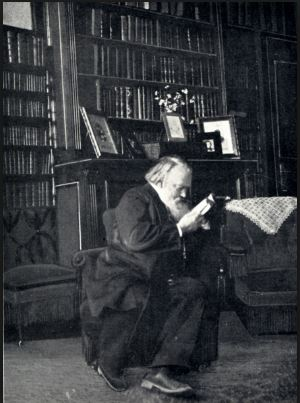
Brahms en la librería de Victor Miller de Aicholz, 1894

Las cuatro piezas para piano (en alemán: Klavierstücke) op. 119, son cuatro piezas compuestas por Johannes Brahms en 1893. Es la última de una serie de colecciones para piano que Brahms agrupó con sus op. 116, 117 y 118. Fueron estrenadas en Londres en enero de 1894.

## Historia
Las Cuatro piezas para piano se publicaron en 1892 y 1893 junto con otras tres colecciones de piezas para piano más pequeñas: Siete fantasías, op. 116, Tres Intermezzi op. 117 y Seis piezas para piano op. 118.
Cada una de las primeras tres piezas se llama Intermezzo y la última Rapsodia (la ortografía alemana Rhapsodie también es común en los lanzamientos en inglés). El hecho de que Brahms pretendiera originalmente el título "Capriccio" para su anterior Rapsodia, op. 79, núm. 1, sugiere que usó esos términos de manera bastante vaga. "Intermezzo" puede verse como un término general bajo el cual Brahms podría captar cualquier cosa que no considerara ni caprichosa ni apasionada. Completó estas piezas durante sus vacaciones de verano en Bad Ischl, Alta Austria, en 1893, el primer intermezzo fue escrito en mayo y las siguientes tres piezas en junio.
Dado que Brahms reunió estas 18 piezas características en cuatro colecciones, es posible que haya incluido algunas composiciones anteriores, y es muy posible, aunque no hay pruebas firmes, que algunas obras, como la Rapsodia en mi bemol mayor, puedan haber sido concebidas antes de 1892. Dos colecciones anteriores de piezas líricas menores para piano, Ocho piezas para piano, op. 76, y dos Rapsodias, op. 79, datan de 1871 a 1879 (publicadas respectivamente en 1879 y 1880).

## Las piezas
Las piezas son:
1. Intermezzo en si menor
2. Intermezzo en mi menor
3. Intermezzo en do mayor
4. Rapsodia en mi bemol mayor

### Intermezzoen si menor
La atmósfera poética del primer interludio del Op. 119 desmiente su vago título. En una carta de mayo de 1893 a Clara Schumann, Brahms escribió:
    "Estoy tentado de copiarle una pequeña pieza para piano, porque me gustaría saber si le gusta. ¡Está llena de disonancias! Estas pueden corregirse y explicarse, pero tal vez no lo hagan. No se adaptan a tu paladar y ahora ojalá hubiera sido menos correcto, pero más apetecible y agradable a tu gusto. La pieza es excepcionalmente melancólica y la anotación "para tocar muy despacio" no es un eufemismo. Cada compás y cada nota debe sonar como ¡un ritardando, como si fueras a succionar la melancolía de todas, con anhelo y con placer de estas mismas disonancias! ¡Dios mío, esta descripción [seguramente] despertará tu deseo!”
Clara Schumann se emocionó y le pidió que le enviara las piezas restantes de su nueva obra.
Las palabras "melancolía" y "con placer" describen bien la atmósfera evocada por las armonías iniciales del primer intermezzo. De hecho, no se percibe una tonalidad clara en los tres primeros compases. El primer acorde, por ejemplo, podría ser un acorde de séptima disminuida de si superpuesto a una tríada de mi menor. Toda la primera sección (compases 1 a 16) elude una declaración definitiva de la tónica, mientras que la coda (compases 55 a 67) claramente termina en si menor.
La sección central de la pieza (compases 17 a 46) está en re mayor, el relativo mayor. Se caracteriza por armonías más consonantes, una textura menos polifónica y un ritmo de vals.

### Intermezzoen mi menor
El intermezzo en mi menor puede considerarse monotemático, aunque cada repetición del tema se transforma significativamente. La sección central y la coda están en Mi mayor, paralelo mayor.

### Intermezzoen do mayor
La longitud de la frase es de doce compases, divididos en dos secciones de seis compases. Los primeros seis compases ciertamente se pueden escuchar como dos unidades de tres compases, mientras que la segunda sección de seis compases se puede escuchar más bien como tres veces dos compases. La segunda frase secundaria de seis compases funciona rítmicamente como una gigantesca hemiola.
Esta gracia rítmica contrasta con la sección central de la pieza. Dos frases de ocho compases, divididas en unidades de cuatro compases, intentan "corregir" la frase de doce compases.
Es discutible que esta pieza esté en forma binaria y que la sección B comience en el compás 49 donde aparece material nuevo.

### Rapsodiaen mi bemol mayor
Los experimentos de Brahms con el ritmo y la duración de las frases también son evidentes en la Rapsodia en mi bemol mayor, que mantiene frases de cinco compases durante 60 compases.
El elegante segundo tema (compás inicial 93) consta de frases de ocho compases que no se dividen en cuatro más cuatro, sino en tres más dos más tres.
La pieza termina en mi bemol menor, la tonalidad menor paralela a donde comenzó (mi bemol mayor). Si bien no es inusual terminar una composición en tono menor en paralelo mayor, es mucho menos común encontrar una pieza que termine de esta manera.